# Abu Huraira
'Abd al-Rahman ibn Sakhr ad-Dawsi (en arabe : عبدالرحمن بن صخر الدوسي), ou Abu Hurayra, né entre 601 et 604 et mort entre 676 et 679, est l'un des plus célèbres compagnons (ṣaḥāba) de Mahomet, prophète fondateur de l'islam. Il est le principal rapporteur de hadîth (muhaddith) cité dans l'isnad des hadîths rapportés par les musulmans. Il fréquenta Mahomet moins de quatre ans, et on[à définir] estime qu'il a transmis 5 374 hadiths.

## Enfance et jeunesse
Abou Hourayra est né à Baha au Yémen, dans la tribu des Banu Daws, originaire de la région de Tihamah, sur la côte de la mer Rouge. Son père mourut alors qu'il était encore tout jeune, le laissant seul avec sa mère sans aucun autre lien de parenté. À sa naissance, il fut appelé `Abd al-Shams (le serviteur du soleil). Il avait un chat, ce qui lui valut son surnom "Abou Hourayra", littéralement « le père des chatons ». Une tradition prophétique rapporte que le chat d'Abu Hurayra aurait sauvé la vie à Mahomet face à un serpent.
Lorsqu'il était adolescent, il travaillait pour Bushra bint Ghazwan.

### Conversion à l'islam
C'est vers l'âge de trente ans qu'il arriva à Yathrib (actuelle Médine) avec la délégation des Daws pour embrasser l'islam. Il rencontra Mahomet à la fin de sa vie à Khaybar en mai-juin 628, et dès lors ne le quitta plus.

## Héritage
Il a été rapporté que Marwān Ier (684-685) possédait un musnad des hadiths d'Abu Hurayra. Abou Hourayra avait un grand nombre de livres qu'il avait écrits sur le prophète Mahomet dont nous est parvenue une compilation de 140 récits sur lui, Sahîfah Sahîhah, qu'il avait donnée à Hammâm ibn Munabbih.

### Point de vue sunnite
Une grande partie des savants sunnites[Qui ?] [Par exemple ?] considèrent Abou Hourayra comme l'un des plus grands narrateurs de hadith, et est digne de confiance, comme tous les compagnons du prophète Mahomet.

## Controverse
Cependant, il a une réputation douteuse. En effet, le peu de temps qu'il passe avec Mahomet (environ un an et demi), et le très grand nombre de hadiths transmis (sans commune mesure avec les hadiths transmis par les autres proches de Mahomet), qui plus est, particulièrement fourni en éléments surnaturels, l'ont vu être particulièrement critiqué par des savants musulmans modernes. Un hadith d'Abu Hurayra (Bukhari 4:841) rapporte qu'il se plaignait de ne pas se souvenir des hadiths concernant Mahomet. Celui-ci lui demanda d'écarter un drap, il bougea ses mains dessus et les vida dans le drap, puis lui demanda de le plier. Abu Hurayra dit l'avoir s'en être entouré, et de n'avoir plus jamais oublié un hadith depuis. Ce hadith fantastique, dans le genre d'Abu Hurayra, le met en scène et le présente comme quelqu'un s'efforçant particulièrement de se souvenir des récits prophétiques.
C'est toutefois toujours l'immense quantité de hadiths qui remontent à lui comparée au peu de temps passé avec Mahomet, et l'absence d'indication qu'il en était proche, qui est source constante de remise en cause d'Abu Hurayra comme source fiable. Il a notamment manqué la migration (hégire), les batailles, et l'essentiel des événements majeurs de la vie du prophète de l'islam. Il est rapporté qu'Aïcha, une des épouses de Mahomet et rapporteuse de hadith elle-même l'a critiqué fortement, et a cherché à montrer à de nombreuses reprises la faiblesse et le manque de compréhension de ses hadiths.
Une explication possible quant à la quantité disproportionnée de hadiths venant d'Abu Hurayra, comparé aux autres compagnons, est que les autres compagnons évitaient le plus possible de transmettre des hadiths, de peur de se tromper, tandis qu'Abu Hurayra au contraire, répandait le plus de récits possibles, sans parfois en comprendre les tenants et les aboutissants, et même y ajoutant des faits fantastiques invérifiables,.